# Spaniophylla epiclithra
Spaniophylla epiclithra is een vlinder uit de familie van de stippelmotten (Yponomeutidae). De wetenschappelijke naam van de soort werd in 1917 gepubliceerd door Turner.